# Ceclavín (kommun)
Ceclavín är en kommun i Spanien.   Den ligger i provinsen Provincia de Cáceres och regionen Extremadura, i den centrala delen av landet, 270 km väster om huvudstaden Madrid. Antalet invånare är 2 026.